# Dysdera ferghanica
Dysdera ferghanica este o specie de păianjeni din genul Dysdera, familia Dysderidae, descrisă de Dunin, 1985. Conform Catalogue of Life specia Dysdera ferghanica nu are subspecii cunoscute.